# Tantiéma
Tantiéma je podíl na zisku. Slovo pochází z francouzského tantième = tolikátý (díl). Jako termín se používá zejména ve dvou speciálních významech:
- Podíl na zisku obchodní společnosti (podniku) určený v případě akciové společnosti pro členy jejích statutárních orgánů, a to představenstva a dozorčí rady. O tantiémách v akciových společnostech rozhoduje podle českého práva stejně jako o dividendách valná hromada, která má právo, nikoliv povinnost tantiémy poskytnout.[1] Tantiémy se běžně označují i slovem odměny.
- Odměna umělci za vystupování nebo autorovi za dílo formou podílu na zisku.[2]

Český obchodní zákoník používá slovo tantiémy pouze v souvislosti s akciovými společnostmi. V případě společnosti s ručením omezeným mají společníci (spoluvlastníci) podíl na zisku obdobný dividendám. Valná hromada společnosti s ručením omezeným však může rozhodnout o vyplacení tantiém jednatelům, členům dozorčí rady nebo i zaměstnancům.
Český autorský zákon se formou a způsobem určování odměny autorům nezabývá: zmiňuje nutnost souhlasu autora s užitím díla, ale nerozebírá, jaké finanční podmínky si může autor pro užití stanovit; obecně zákon hovoří například o „výnosech z práva autorského“ nebo „právu na odměnu“, aniž by jmenovitě rozlišoval, že výnosy mohou být definovány buď fixně, nebo formou podílu na zisku. Obecně § 49 zákona 121/2000 Sb. hovoří o odměně a nezavádí žádný speciální termín pro odměnu formou podílu na zisku; jiná ustanovení používají opis, jako např. „výše odměny dohodnutá v závislosti na výnosech z využití licence“, „odvést odměnu z prodejní ceny, která činí 5 %“ atd. Rovněž občanský zákoník v úpravě smlouvy o dílo a zákoník práce v úpravě odměny z dohody o práci konané mimo pracovní poměr nezavádějí speciální termín pro odměny, jejichž výše se určuje podle výnosů či zisku, ani pro pohyblivou složku mzdy, která může být závislá na výnosech či zisku.
Tantiémy jsou příjmy zdaňované dle § 6 zákona č. 586/1992 Sb., o daních z příjmu. Z tantiém se odvádí zdravotní pojištění – na osoby, kterým jsou vypláceny, je pohlíženo jako na zaměstnance (tj. povinnost společnosti nahlásit tyto osoby na zdravotní pojišťovny jako zaměstnance ode dne jmenování, do dne odvolání a odvádět za ně pojistné).